# Tụ điện MIS

Cấu trúc MIS (Metall/SiO_{2}/p-Si) trong một tụ MIS thẳng đứng

Tụ điện MIS (hay metal-isolator-semiconductor) là một tụ điện đặc biệt được chế tạo gồm 3 lớp kim loại - điện môi - chất bán dẫn.
Nó có kết cấu như transistor MOS, nên từng gọi là tụ điện MOS. Tuy nhiên điện môi sử dụng có khi không phải oxit, mà dùng polyme . Mặt khác việc tìm kiếm các chất điện môi có hệ số điện môi k cao (High-κ dielectric) đang được thực hiện.

## Các đặc trưng hoạt động
Trong nhiều trường hợp dùng chất bán dẫn silicon, thì thực hiện tạo lớp điện môi là oxyt silic bằng oxy hóa nhiệt, sau đó ngưng kết hơi kim loại để tạo điện cực.
Việc thu mỏng lớp điện môi làm tăng điện dung, nhưng không thể nhỏ hơn 10 nm. Đây là là khoảng cách bắt đầu xảy ra hiệu ứng đường hầm, và là "bức tường chắn" không vượt được về kỹ thuật.

## Ứng dụng
Tụ điện MIS được dùng trong các vi mạch hoặc các thiết bị điện tử tinh xảo cần đến thể tích linh kiện nhỏ, như điện thoại di động. Chúng được chế tạo sẵn ở dạng linh kiện hàn dán (SMD) hoặc tạo trên nền chung trong quá trình sản xuất vi mạch.